# Meike Stiesch

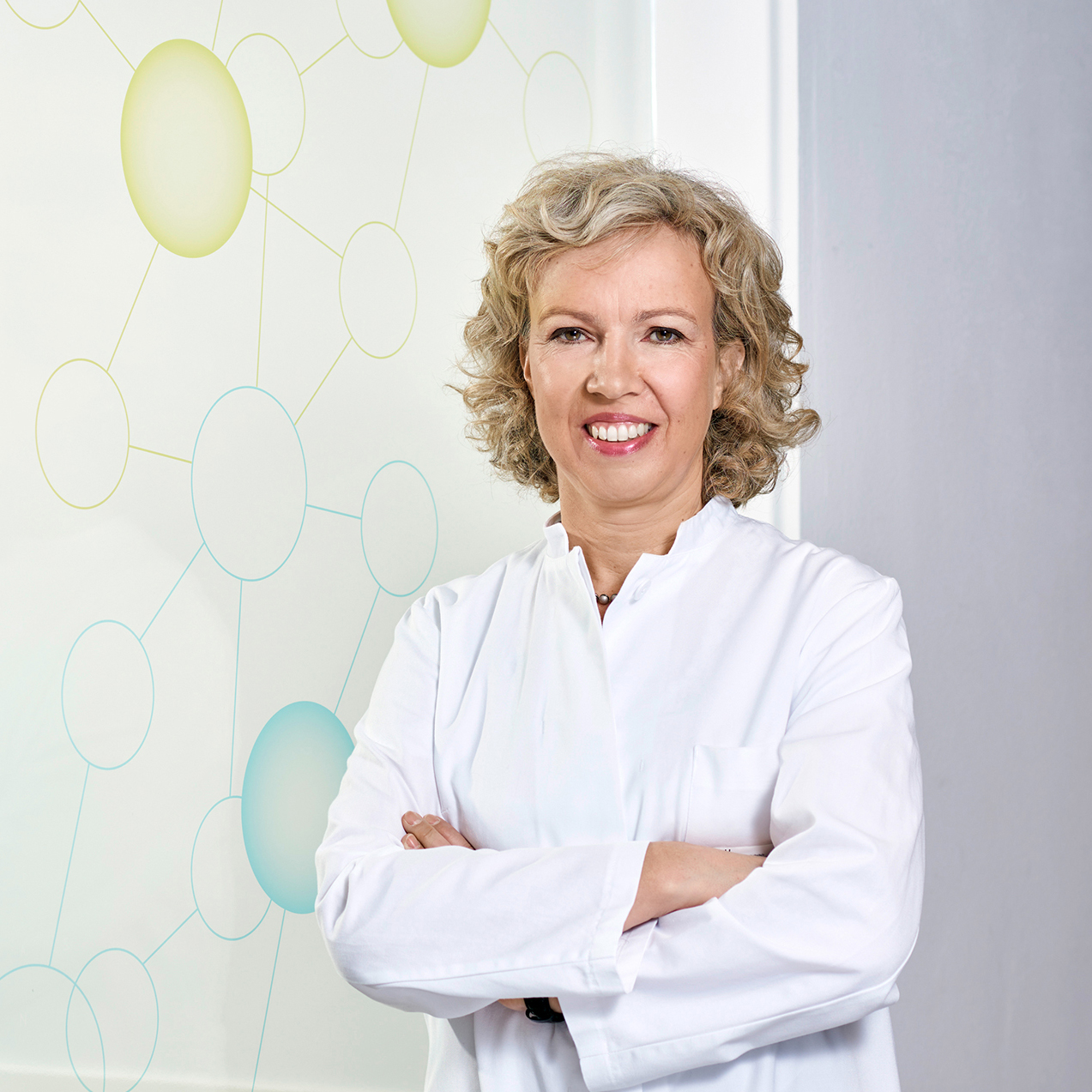
Meike Stiesch (2020)

Meike Stiesch (geb. 1969 in Hannover) ist eine deutsche Zahnärztin und Wissenschaftlerin. Sie lehrt als Professorin für Zahnärztliche Prothetik und Biomedizinische Werkstoffkunde an der Medizinischen Hochschule in Hannover und ist Pastpräsidentin der Deutschen Gesellschaft für Prothetische Zahnmedizin und Biomaterialien (DGPro).

## Werdegang
Stiesch nahm im Jahr 1988 ein Studium der Zahnmedizin an der Universität Hamburg auf und wurde im Jahr 1994 zum Dr. med. dent. promoviert. Bis 1998 war sie anschließend als Wissenschaftliche Mitarbeiterin an der Abteilung für Zahnerhaltungskunde und Parodontologie der Universität Kiel tätig. Bis zum Jahr 2000 arbeitete sie zudem als Wissenschaftliche Mitarbeiterin an der Abteilung für Zahnärztliche Prothetik an der Medizinischen Hochschule in Hannover (MHH) und absolvierte eine Weiterbildung in der Zahnärztlichen Implantologie an der New York University. Im Folgejahr wurde sie zur Spezialistin für Prothetik der Deutschen Gesellschaft für Prothetische Zahnmedizin und Biomaterialien ernannt. Im Jahr 2002 habilitierte Stiesch sich an der MHH und erhielt die Lehrerlaubnis für Zahn-, Mund- und Kieferheilkunde. Seit 2003 gehört sie dem Senat der MHH an. Seit 2005 hat Stiesch den Lehrstuhl für Zahnärztliche Prothetik und Biomedizinische Werkstoffkunde an der MHH inne.

## Forschung
Im Jahr 2013 wurde Stiesch Sprecherin des Forschungsverbunds BioFabrication. Diese Interdisziplinäre Initiative war ein durch die Volkswagenstiftung gefördertes Gemeinschaftsprojekt mehrerer Hochschulen zur Erforschung und Entwicklung von Materialien zur Herstellung von Implantaten. Stiesch füllte diese Funktion bis 2019 aus. Seitdem ist sie Sprecherin des Forschungsverbundes BacData, der Analysetools zur Diagnostik und Therapie von Infektionen entwickelt, die im Zusammenhang mit einem Biofilm entstehen. BacData ist eines von sieben Projekten der MHH zur Erforschung der Möglichkeiten von Big Data in den Medizinwissenschaften und wird ebenfalls durch die Volkswagenstiftung unterstützt. Zudem leitet Stiesch seit 2011 den Forschungsbereich "Implantat-assoziierte Infektionen" des Niedersächsischen Zentrums für Implantatforschung und Entwicklung (NIFE), dessen Vorstand sie seit 2012 angehört. Das NIFE bündelt die Forschungen der Hochschulen in Hannover zur Entwicklung neuer Implantate.
Ab Juli 2021 ist Stiesch Sprecherin des SFB/Transregio „Sicherheitsintegrierte und infektionsreaktive Implantate“ (SIIRI). Der SFB erforscht die Übertragbarkeit von Konzepten „zur Überwachung von Belastungen und Schäden aus der Fertigungs- und Werkstofftechnik auf medizinische Implantate“, um das Transplantatüberleben und die Patientensicherheit zu erhöhen.

## Engagement
Stiesch engagiert sich ehrenamtlich in der Deutschen Gesellschaft für Prothetische Zahnmedizin und Biomaterialen (DGPro), der sie von 2016 bis 2021 als Präsidentin vorstand. Von 2012 bis 2016 fungierte sie als Vizepräsidentin der DGPro. Zudem ist Stiesch im Richtlinienausschuss „Biomaterialien in der Medizintechnik“ des Vereins Deutscher Ingenieure engagiert, der die VDI-Richtlinie 5701 publiziert und in den sie im Jahr 2010 berufen wurde. Stiesch gehört auch dem Vorstand des Niedersächsischen Zentrums für Biomedizintechnik, Implantatforschung und -entwicklung NIFE an.